# Aminata Charlène Traoré
Pour les articles homonymes, voir Aminata Traoré et Traoré.
Aminata Charlène Traoré, née le 25 février 1999, est une taekwondoïste ivoirienne.

## Biographie
Très proche de son frère aîné Mohamed Hassan Traoré, Aminata fait ses débuts en taekwondo grâce à lui.
Elle fait ses débuts au Club Escadron à Koumassi auprès de Maître Sonan et Maître Marcelin avant de changer de club en raison du déménagement de sa famille. Elle intègre le club d’excellence La Source avec comme maître Georges Mezi.
Elle est notamment médaillée de bronze dans la catégorie des plus de 73 kg aux Jeux de la solidarité islamique de 2017 à Bakou, aux Championnats d'Afrique de taekwondo 2018 à Agadir et aux Jeux africains de 2019 à Rabat avant de remporter l'or aux Championnats d'Afrique de taekwondo 2021 à Dakar.
Elle est qualifiée pour participer aux Jeux olympiques d'été de 2020 à Tokyo ; elle s'incline dans le match pour la médaille de bronze dans la catégorie des plus de 67 kg contre la Française Althéa Laurin.
Aux Championnats d'Afrique de taekwondo 2022 au Rwanda, elle obtient la médaille d’argent dans la catégorie des plus de 73 kg.

## Palmarès

### Compétitions internationales
| Année | Compétition                     | Lieu   | Résultat | Catégorie     |
| ----- | ------------------------------- | ------ | -------- | ------------- |
| 2017  | Jeux de la solidarité islamique | Bakou  | 3e       | Plus de 73 kg |
| 2018  | Championnats d'Afrique          | Agadir | 3e       | Plus de 73 kg |
| 2019  | Jeux africains                  | Rabat  | 3e       | Plus de 73 kg |
| 2021  | Championnats d'Afrique          | Dakar  | 1re      | Plus de 73 kg |
| 2022  | Championnats d'Afrique          | Kigali | 2e       | Plus de 73 kg |

Outre ses médailles individuelles, elle obtient des médailles dans des compétitions par équipes.
| Année | Compétition                       | Lieu     | Résultat |
| ----- | --------------------------------- | -------- | -------- |
| 2017  | Championnats du monde par équipes | Abidjan  | 3e       |
| 2018  | Championnats du monde par équipes | Fujaïrah | 2e       |

### Autres compétitions
| Année | Compétition                                 | Lieu      | Résultat | Catégorie     |
| ----- | ------------------------------------------- | --------- | -------- | ------------- |
| 2014  | Coupe du monde francophone                  | Dakar     | 1re      | Plus de 67 kg |
| 2015  | Open de Corée junior                        | Chuncheon | 2e       | Plus de 68 kg |
| 2016  | Coupe du monde francophone                  | Laayoune  | 2e       | Plus de 67 kg |
| 2017  | Open d'Égypte                               | Louxor    | 3e       | Plus de 73 kg |
| 2017  | WT President's Cup Africa                   | Agadir    | 3e       | Plus de 73 kg |
| 2017  | Open de Corée par équipes                   |           | 2e       |               |
| 2017  | Open du Ghana                               |           | 1re      | Plus de 73 kg |
| 2018  | WT President's Cup Africa                   | Agadir    | 3e       | Plus de 73 kg |
| 2019  | WT President's Cup Africa                   | Agadir    | 3e       | Plus de 73 kg |
| 2020  | Tournoi de qualification olympique africain | Rabat     | 1re      | Plus de 68 kg |